# Palmerín de Oliva
Palmerín de Oliva é um livro de cavalaria espanhol, o primeiro da série Palmerines, publicado pela primeira vez em Salamanca em 1511, com o título de El libro del famoso y muy esforzado caballero Palmerín de Olivia. Segundo sua continuação Primaleón, seu autor foi Francisco Vázquez, residente em Ciudad Rodrigo, embora outros tenham atribuído sua composição a "a Sra. Augustobrica" e a Juan Augur de Transmiera.

## Descrição
A obra narra as aventuras e amores de Palmerín de Oliva (Olivia segundo a primeira edição), filho extraconjugal do Príncipe Florendos da Macedônia com a Princesa Griana, filha do Imperador de Constantinopla, a quem seu pai casou posteriormente com o Príncipe Tarisio, filho do Rei da Hungria. A criança recebe esse nome porque é encontrada pouco depois de nascer entre palmeiras e oliveiras, numa montanha chamada Oliva, por um apicultor chamado Gerardo, que a cria. Ciente das circunstâncias da descoberta de Diofena, esposa de Gerardo, o jovem Palmerín parte para a Macedônia, onde seu pai Florendos, sem saber sua identidade, o cavalga. Depois de terminar várias aventuras na montanha Artifaria, ele se apaixona pela bela princesa Polinarda, filha do imperador alemão, e se casa com ela em segredo. Em seguida, ele corre várias aventuras na Babilônia, alternadas com casos de amor ocasionais, e finalmente se casa com Polinarda e ascende ao trono imperial de Constantinopla.